# Josef Zilker
Josef Zilker (Viena, 19 de março de 1891 — data de morte desconhecida) foi um ciclista austríaco. Zilker competiu na prova de estrada (individual e por equipes) nos Jogos Olímpicos de Verão de 1912 em Estocolmo.